# Vincent Duclert
« Duclert » redirige ici. Pour l’article homophone, voir Duclair.
Vincent Duclert, né le 26 février 1961 à Neuilly-sur-Seine, est un historien, enseignant-chercheur, et inspecteur général de l'Éducation nationale français. Il est spécialiste des génocides et des processus génocidaires, ses travaux l'amenant plus particulièrement à s'intéresser au génocide des Arméniens, au génocide des Tutsis au Rwanda, ainsi qu'à l'affaire Dreyfus. 
De 2019 à 2021 il préside la Commission française d’historiens sur le rôle de la France au Rwanda, à la demande du président de la République Emmanuel Macron.

## Biographie
Agrégé d'histoire (1986), Vincent Duclert soutient une thèse de doctorat, intitulée L’usage des savoirs. L’engagement des savants dans l’affaire Dreyfus, 1894-2006, sous la direction de Dominique Kalifa, à l'université Paris 1 Panthéon-Sorbonne en 2009,,. 
Il est PRAG de 1999 à 2013 à l'École des hautes études en sciences sociales, membre statutaire et, depuis 2017, directeur du Centre d'études sociologiques et politiques Raymond Aron (Cespra). 
Il est chargé de conférences à l'École nationale d'administration en 2002-2005. En 2013, il est nommé inspecteur général de l'Éducation nationale.
Il est responsable des pages livres du magazine La Recherche de 2004 à 2009.[réf. souhaitée]
Son mémoire d'habilitation à diriger des recherches présenté en 2015 est intitulé Histoire des engagements démocratiques depuis le XIXe siècle. Son garant est Christophe Charle.

## Activités de recherche
Duclert est spécialiste de l'affaire Dreyfus, à laquelle il a consacré sa thèse de doctorat. Il publie une biographie du capitaine Dreyfus pour laquelle il obtient le prix Jean-Michel Gaillard en 2006.
À l'occasion du centenaire de la réhabilitation d'Alfred Dreyfus en 2006, il propose le transfert des cendres de Dreyfus au Panthéon, proposition qui n'est pas retenue. En 2009, après la publication de La Gauche devant l'histoire : à la reconquête d'une conscience politique, il reçoit une lettre de Lionel Jospin, qui lui fait part de son désaccord et qui lui reproche notamment d'avoir écrit non pas un ouvrage historique mais « un pamphlet sur la gauche depuis 1971 ». La lettre est publiée dans le mensuel l'OURS (mensuel socialiste de critique littéraire).
Vice-président de la Société d’études jaurésiennes, il est l'auteur d’une biographie de référence de Jean Jaurès en collaboration avec Gilles Candar en 2014 (Jean Jaurès, Fayard, 2014).
En 2015, à l'occasion de la commémoration marquant le centenaire du génocide arménien, Duclert publie deux ouvrages sur le sujet : La France face au génocide des Arméniens (Fayard) et Comprendre le génocide des Arméniens (Tallandier, avec Hamit Bozarslan et Raymond Kévorkian). La même année il est co-organisateur du colloque international Le génocide des Arméniens de l'Empire ottoman dans la Grande Guerre. Cent ans de recherche.
Il dirige en 2016 la Mission d'étude en France sur la recherche et l'enseignement des génocides et crimes de masse, et remet son rapport en 2018,.
Le 5 avril 2019, il est nommé à la tête d’une commission française d’historiens sur le rôle de la France au Rwanda chargée d’« analyser le rôle de la France durant cette période et de contribuer à une meilleure contribution et une connaissance du génocide des Tutsi » à partir d'une recherche d'archives. L'absence parmi les membres de la commission des historiens Stéphane Audoin-Rouzeau et d'Hélène Dumas, cette dernière étant spécialiste du génocide des Tutsi, suscite la polémique. En 2021, à l'occasion de la remise du rapport auprès du président Emmanuel Macron, il déclare, tout en « écartant la thèse d’une complicité dans le génocide des Tutsi », que le problème fondamental est une mauvaise compréhension de l'administration diplomatique française qui a été incapable d'anticiper la préparation du génocide en ignorant les alertes sur la radicalisation du régime d’Habyarimana. Il enterre également la thèse du « double génocide ».
Le 8 janvier 2020, parait Camus, des pays de liberté, biographie mêlant œuvre et vie d'Albert Camus.

## Publications
- (dir.) Avenirs et avant-gardes en France, XIXe – XXe siècles. Hommage à Madeleine Rebérioux avec Rémi Fabre et Patrick Fridenson), Paris, Éditions La Découverte, 1999, 439 p.
- (dir.) Serviteurs de l’État. Une histoire politique de l’administration française 1875-1945, avec Marc Olivier Baruch), Paris, Éditions La Découverte, coll. « L’espace de l’histoire », 2000, 588 p.
- Les archives (avec Sophie Cœuré), Paris, Éditions La Découverte, coll. « Repères », 2001, 128 p.
- (coll.) La Politique et la guerre, Hommage à Jean-Jacques Becker, (collab), Éditions Viénot-Noesis, 2002  (ISBN 2-914645-05-8)
- Dictionnaire critique de la République, avec Christophe Prochasson, 1340 p., Flammarion, 2002  (ISBN 2080680595)
- Justice, politique et République, de l’affaire Dreyfus à la guerre d’Algérie (direction, avec Marc Olivier Baruch), Bruxelles, Complexe, coll. « Histoire du temps présent », 2002, 266 p.
- L’histoire contre l’extrême droite. Les grands textes d’un combat français, Paris, Mille et une nuits, 2002, 128 p.
- (dir.) Il s’est passé quelque chose…. le 21 avril 2002, avec Christophe Prochasson et Perrine Simon-Nahum), Paris, Denoël, coll. « Médiations », 2003, 269 p.
- (dir.) Quel avenir pour la recherche ?, avec Alain Chatriot), Paris, Flammarion, 2003, 349 p.
- (dir.) Le gouvernement de la recherche. Histoire d’un engagement politique, de Pierre Mendès France au général de Gaulle (1953-1969), avec Alain Chatriot), Paris, La Découverte, coll. « Recherches », 2006, 428 p.
- La France, une identité démocratique : les textes fondateurs, Paris, Le Seuil, 2008, 352 p.
- La Gauche devant l'histoire : À la reconquête d'une conscience politique, Paris, Le Seuil, 2009, 176 p.
- Vincent Duclert, La République imaginée : 1870-1914, Paris, Belin, coll. « Histoire de France » (no 11), 2010, 861 p. (ISBN 978-2-7011-3388-1, présentation en ligne).
- L'avenir de l'Histoire, Paris, Armand Colin, 2010.
- Jaurès, 1859-1914, La Politique et la Légende, Paris, Autrement, 2013.
- Camus, des pays de liberté, Stock, 2020.

### Affaire Dreyfus
- L'Affaire Dreyfus. La Découverte, 2006 (1re éd. 1994).  (ISBN 2-7071-4793-1)
- Écris-moi souvent, écris-moi longuement, correspondance de l'île du Diable, 567 p., Mille et une nuits, 2005.  (ISBN 2-8420-5877-1)
- Alfred Dreyfus, l'honneur d'un patriote, 1260 p., Fayard, 2006.  (ISBN 2-213-62795-9)
- Dreyfus est innocent ! Histoire d'une affaire d'État, 240 p., Larousse, 2006.  (ISBN 2-0358-2639-X)
- Dreyfus au Panthéon : Voyage au cœur de la République, 596 p., Éditions Galaade, 2007.  (ISBN 2-3517-6029-8)
- Savoir et engagement : Écrits normaliens sur l'affaire Dreyfus, 184 p., Éditions Rue d'Ulm, 2007.  (ISBN 2-7288-0381-1)
- L'Affaire Dreyfus, Larousse, 2009.  (ISBN 978-2-0358-4820-8)
- L'Affaire Dreyfus, Quand la justice éclaire la République, Privat, 2010.  (ISBN 978-2-7089-6906-3)

### Génocide arménien
- La France face au génocide des Arméniens, Paris, Fayard, 2015.  (ISBN 978-2213682242)
- (coll.) Comprendre le génocide des Arméniens, avec Hamit Bozarslan et Raymond Kévorkian, Tallandier, 2015.  (ISBN 979-1021052000)
- Arménie : Un génocide sans fin et le monde qui s’éteint, Paris, Les Belles Lettres, 2023, 144 p. (ISBN 978-2251454962)
- Arménie. Un génocide et la justice (avec Thomas Hochmann & Raymond Kévorkian), Paris, Les Belles Lettres, 2025, 160 p.  (ISBN 978-2251457000)

### Génocide des Tutsi
- Commission de recherche sur les archives françaises relatives au Rwanda et au génocide des Tutsi, La France, le Rwanda et le génocide des Tutsi (1990-1994) : rapport remis au président de la République le 26 mars 2021, Armand Colin, 26 mars 2021, 992 p. (lire en ligne) (dit « rapport Duclert »).
- Le génocide des Tutsi au Rwanda : devoir de recherche et droit à la vérité, Paris, Seuil, 2023 (ISBN 9782-021508413), sous la direction de Vincent Duclert ; préface de Joseph Nsengimana ; postface de Libertara Gahongayire.
- La France face au génocide des Tutsi : Le grand scandale de la Ve République, Paris, Tallandier, 2024, 640 p. (ISBN 979-1021050662).

## Décorations
- Chevalier de la Légion d'honneur le 11 juillet 2025[19].
- Chevalier de l'ordre national du Mérite